# Ізона-і-Конка-Даля
Ізо́на-і-Ко́нка-Даля́ (кат. Isona i Conca Dellà) — муніципалітет, розташований в Автономній області Каталонія, в Іспанії. Код муніципалітету за номенклатурою Інституту статистики Каталонії — 251155. Знаходиться у районі (кумарці) Паляс-Жуса (коди району — 25 та PJ) провінції Льєйда, згідно з новою адміністративною реформою перебуватиме у складі Баґарії (округи) Ал-Пірінеу і Баль-д'Аран. 

## Населення
Населення міста (у 2007 р.) становить 1.153 особи (з них менше 14 років — 10,6%, від 15 до 64 — 59,5%, понад 65 років — 29,9%). У 2006 р. народжуваність склала 6 осіб, смертність — 15 осіб, зареєстровано 1 шлюб. У 2001 р. активне населення становило 512 осіб, з них безробітних — 20 осіб.
Серед осіб, які проживали на території міста у 2001 р., 1.100 народилися в Каталонії (з них 826 осіб у тому самому районі, або кумарці), 49 осіб приїхало з інших областей Іспанії, а 31 особа приїхала з-за кордону. 
Університетську освіту має 8,9% усього населення. 
У 2001 р. нараховувалося 438 домогосподарств (з них 27,6% складалися з однієї особи, 24,9% з двох осіб,19,9% з 3 осіб, 14,6% з 4 осіб, 7,5% з 5 осіб, 3,2% з 6 осіб, 1,6% з 7 осіб, 0,5% з 8 осіб і 0,2% з 9 і більше осіб).
Активне населення міста у 2001 р. працювало у таких сферах діяльності : у сільському господарстві — 39,4%, у промисловості — 8,9%, на будівництві — 11% і у сфері обслуговування — 40,7%. 
У муніципалітеті або у власному районі (кумарці) працює 402 особи, поза районом — 143 особи.

### Безробіття
У 2007 р. нараховувалося 18 безробітних (у 2006 р. — 17 безробітних), з них чоловіки становили 27,8%, а жінки — 72,2%.

## Економіка

### Підприємства міста

#### Промислові підприємства
| \| Промислові підприємства міста, за сферою діяльності \| Промислові підприємства міста, за сферою діяльності \| Промислові підприємства міста, за сферою діяльності \| \| Рік \| 2002 р. \| 2001 р. \| \| --------------------------------------------------- \| --------------------------------------------------- \| --------------------------------------------------- \| \| Енергетичні та водні ресурси \| 8,3% \| 7,7% \| \| Хімія та метали \| 8,3% \| 7,7% \| \| Переробка металів \| 33,3% \| 30,8% \| \| Продукти харчування \| 33,3% \| 30,8% \| \| Текстиль \| 8,3% \| 7,7% \| \| Виробництво меблів, видання \| 8,3% \| 15,4% \| \| Інше \| 0% \| 0% \| \| Усього підприємств \| 12 \| 13 \| |         |         |
| Промислові підприємства міста, за сферою діяльності |         |         |
| Рік | 2002 р. | 2001 р. |
| Енергетичні та водні ресурси | 8,3%    | 7,7%    |
| Хімія та метали | 8,3%    | 7,7%    |
| Переробка металів | 33,3%   | 30,8%   |
| Продукти харчування | 33,3%   | 30,8%   |
| Текстиль | 8,3%    | 7,7%    |
| Виробництво меблів, видання | 8,3%    | 15,4%   |
| Інше | 0%      | 0%      |
| Усього підприємств | 12      | 13      |

#### Роздрібна торгівля
| \| Підприємства роздрібної торгівлі міста, за сферою діяльності \| Підприємства роздрібної торгівлі міста, за сферою діяльності \| Підприємства роздрібної торгівлі міста, за сферою діяльності \| \| Рік \| 2002 р. \| 2001 р. \| \| ------------------------------------------------------------ \| ------------------------------------------------------------ \| ------------------------------------------------------------ \| \| Продукти харчування \| 43,5% \| 46,2% \| \| Одяг та взуття \| 8,7% \| 7,7% \| \| Товари для дому \| 13% \| 11,5% \| \| Книги та періодичні видання \| 0% \| 0% \| \| Промислова хімічна продукція \| 21,7% \| 23,1% \| \| Продукція, пов'язана з транспортними засобами \| 8,7% \| 7,7% \| \| Інше \| 4,3% \| 3,8% \| \| Усього підприємств \| 23 \| 26 \| |         |         |
| Підприємства роздрібної торгівлі міста, за сферою діяльності |         |         |
| Рік | 2002 р. | 2001 р. |
| Продукти харчування | 43,5%   | 46,2%   |
| Одяг та взуття | 8,7%    | 7,7%    |
| Товари для дому | 13%     | 11,5%   |
| Книги та періодичні видання | 0%      | 0%      |
| Промислова хімічна продукція | 21,7%   | 23,1%   |
| Продукція, пов'язана з транспортними засобами | 8,7%    | 7,7%    |
| Інше | 4,3%    | 3,8%    |
| Усього підприємств | 23      | 26      |

#### Сфера послуг
| \| Підприємства міста, що працюють у сфері послуг, за діяльністю \| Підприємства міста, що працюють у сфері послуг, за діяльністю \| Підприємства міста, що працюють у сфері послуг, за діяльністю \| \| Рік \| 2002 р. \| 2001 р. \| \| ------------------------------------------------------------- \| ------------------------------------------------------------- \| ------------------------------------------------------------- \| \| Гуртова торгівля \| 20,6% \| 21,2% \| \| Готелі та готельний бізнес \| 26,5% \| 27,3% \| \| Транспорт та зв'язок \| 5,9% \| 3% \| \| Посередницькі фінансові послуги \| 8,8% \| 9,1% \| \| Послуги підприємствам \| 2,9% \| 3% \| \| Послуги фізичним особам \| 35,3% \| 36,4% \| \| Нерухомість та ін. \| 0% \| 0% \| \| Усього підприємств \| 34 \| 33 \| |         |         |
| Підприємства міста, що працюють у сфері послуг, за діяльністю |         |         |
| Рік | 2002 р. | 2001 р. |
| Гуртова торгівля | 20,6%   | 21,2%   |
| Готелі та готельний бізнес | 26,5%   | 27,3%   |
| Транспорт та зв'язок | 5,9%    | 3%      |
| Посередницькі фінансові послуги | 8,8%    | 9,1%    |
| Послуги підприємствам | 2,9%    | 3%      |
| Послуги фізичним особам | 35,3%   | 36,4%   |
| Нерухомість та ін. | 0%      | 0%      |
| Усього підприємств | 34      | 33      |

## Житловий фонд
У 2001 р. 5,3% усіх родин (домогосподарств) мали житло метражем до 59 м², 21% — від 60 до 89 м², 43,2% — від 90 до 119 м² і 30,6% — понад 120 м².
З усіх будівель у 2001 р. 34,4% було одноповерховими, 52% — двоповерховими, 12,8% — триповерховими, 0,8% — чотириповерховими, 0% — п'ятиповерхових та більше поверхів.

## Автопарк
| \| Автомобілі, зареєстровані у місті, за призначенням \| Автомобілі, зареєстровані у місті, за призначенням \| Автомобілі, зареєстровані у місті, за призначенням \| \| Рік \| 2006 р. \| 2005 р. \| \| -------------------------------------------------- \| -------------------------------------------------- \| -------------------------------------------------- \| \| Приватні автомобілі \| 67,7% \| 68,9% \| \| Мотоцикли \| 4,9% \| 4,2% \| \| Вантажівки \| 23,2% \| 23,3% \| \| Трактори \| 0,2% \| 0,2% \| \| Автобуси та ін. \| 3,9% \| 3,3% \| \| Усього автомобілів \| 913 шт. \| 901 шт. \| |         |         |
| Автомобілі, зареєстровані у місті, за призначенням |         |         |
| Рік | 2006 р. | 2005 р. |
| Приватні автомобілі | 67,7%   | 68,9%   |
| Мотоцикли | 4,9%    | 4,2%    |
| Вантажівки | 23,2%   | 23,3%   |
| Трактори | 0,2%    | 0,2%    |
| Автобуси та ін. | 3,9%    | 3,3%    |
| Усього автомобілів | 913 шт. | 901 шт. |

## Вживання каталанської мови
У 2001 р. каталанську мову у місті розуміли 99% усього населення (у 1996 р. — 99,6%), вміли говорити нею 90,7% (у 1996 р. — 96,3%), вміли читати 87,3% (у 1996 р. — 91,4%), вміли писати 52,7% (у 1996 р. — 55,1%). Не розуміли каталанської мови 1%.

## Політичні уподобання
У виборах до Парламенту Каталонії у 2006 р. взяло участь 579 осіб (у 2003 р. — 659 осіб). Голоси за політичні сили розподілилися таким чином:
| \| Вибори до Парламенту Каталонії \| Вибори до Парламенту Каталонії \| Вибори до Парламенту Каталонії \| \| Рік \| 2006 р. \| 2003 р. \| \| -------------------------------------- \| ------------------------------ \| ------------------------------ \| \| Конвергенція та Єднання (CiU) \| 58,2% \| 65,3% \| \| Соціалістична партія Каталонії (PSC) \| 17,6% \| 11,5% \| \| Народна партія (PP) \| 2,6% \| 2,7% \| \| Ініціатива за зелену Каталонію (IC) \| 5,2% \| 2,9% \| \| Республіканська лівиця Каталонії (ERC) \| 15,9% \| 17,1% \| \| Громадянська партія (C's) \| 0% \| 0% \| \| Інші \| 0,5% \| 0,5% \| |         |         |
| Вибори до Парламенту Каталонії |         |         |
| Рік | 2006 р. | 2003 р. |
| Конвергенція та Єднання (CiU) | 58,2%   | 65,3%   |
| Соціалістична партія Каталонії (PSC) | 17,6%   | 11,5%   |
| Народна партія (PP) | 2,6%    | 2,7%    |
| Ініціатива за зелену Каталонію (IC) | 5,2%    | 2,9%    |
| Республіканська лівиця Каталонії (ERC) | 15,9%   | 17,1%   |
| Громадянська партія (C's) | 0%      | 0%      |
| Інші | 0,5%    | 0,5%    |

У муніципальних виборах у 2007 р. взяло участь 619 осіб (у 2003 р. — 662 особи). Голоси за політичні сили розподілилися таким чином:
| \| Муніципальні вибори \| Муніципальні вибори \| Муніципальні вибори \| \| Рік \| 2007 р. \| 2003 р. \| \| -------------------------------------- \| ------------------- \| ------------------- \| \| Конвергенція та Єднання (CiU) \| 53,3% \| 70,7% \| \| Соціалістична партія Каталонії (PSC) \| 22,1% \| 29,3% \| \| Народна партія (PP) \| 0% \| 0% \| \| Ініціатива за зелену Каталонію (IC) \| 0% \| 0% \| \| Республіканська лівиця Каталонії (ERC) \| 24,6% \| 0% \| \| Громадянська партія (C's) \| 0% \| 0% \| \| Інші \| 0% \| 0% \| |         |         |
| Муніципальні вибори |         |         |
| Рік | 2007 р. | 2003 р. |
| Конвергенція та Єднання (CiU) | 53,3%   | 70,7%   |
| Соціалістична партія Каталонії (PSC) | 22,1%   | 29,3%   |
| Народна партія (PP) | 0%      | 0%      |
| Ініціатива за зелену Каталонію (IC) | 0%      | 0%      |
| Республіканська лівиця Каталонії (ERC) | 24,6%   | 0%      |
| Громадянська партія (C's) | 0%      | 0%      |
| Інші | 0%      | 0%      |